# Axel Jang
Axel Jang (Werdau, RDA, 28 de diciembre de 1968) es un deportista alemán que compitió en bobsleigh en las modalidades doble y cuádruple.
Ganó una medalla de plata en el Campeonato Mundial de Bobsleigh de 1990 y una medalla de oro en el Campeonato Europeo de Bobsleigh de 1992. Participó en los Juegos Olímpicos de Albertville 1992, ocupando el sexto lugar en la prueba cuádruple.

## Palmarés internacional
| Campeonato Mundial | Campeonato Mundial   | Campeonato Mundial | Campeonato Mundial |
| Año                | Lugar                | Medalla            | Prueba             |
| ------------------ | -------------------- | ------------------ | ------------------ |
| 1990               | Sankt Moritz (Suiza) | Medalla de plata   | Doble              |
| Campeonato Europeo |                      |                    |                    |
| Año                | Lugar                | Medalla            | Prueba             |
| 1992               | Königssee (Alemania) | Medalla de oro     | Cuádruple          |